# Rosalia (Vorname)
Rosalia (italienisch: [ro.za.ˈliː.a], deutsch: [ʁo.ˈza.li̯a]) ist ein weiblicher Vorname.

## Herkunft und Bedeutung
Beim Namen Rosalia handelt es sich um eine Ableitung von lateinisch rosa „Rose“.

## Verbreitung
Populär wurde der Name mit der Aufnahme der sizilianischen Heiligen Rosalia Sinibaldi (12. Jahrhundert) in den Römischen Heiligenkalender 1630. In den deutschen Sprachraum kam der Name – die Rosalia ist als Pestheilige eine typische Heilige der Gegenreformation – im Laufe der mittleren Neuzeit und wurde ab der Mitte des 18. Jahrhunderts populärer. Heute wird der Name in Deutschland nur selten vergeben. Zwischen 2010 und 2023 wurde Rosalia etwa 400 Mal als erster Vorname gewählt. Auch in Österreich wird der Name nur selten vergeben. Als höchste Platzierung erreichte er im Jahr 2022 in den Vornamenscharts Rang 584.
In den Niederlanden kommt der Name seit dem 16. Jahrhundert vor. Vom ausgehenden 19. bis in die Mitte des 20. Jahrhunderts war Rosalia als Vorname geläufiger, seit den 1950er Jahren sank jedoch die Popularität, sodass er heute nur noch selten vergeben wird.
In Spanien zählte der Name bis in die 1940er Jahre hinein zu den 100 beliebtesten Mädchennamen. Danach sank seine Popularität, sodass er im Jahr 2010 auf Rang 449 der Hitliste stand. Ein ähnliches Bild zeigt sich in Brasilien, wo Rosália bis in die 1960er Jahre geläufig war, obwohl er nie zu den beliebtesten Frauennamen zählte. Seit den 1990er Jahren wird er nur noch ausgesprochen selten vergeben.

## Varianten
- Deutsch: Rosalie
- Englisch: Rosalee, Rosalie
- Französisch: Rosalie
- Galicisch: Rosalía
- Italienisch
  - Diminutiv: Lia
- Kroatisch: Rozalija
  - Diminutiv: Rozika
- Lettisch: Rozālija
- Litauisch: Rozalija
- Mazedonisch: Розалија Rozalija
- Niederländisch: Rosalie
- Polnisch: Rozalia
- Portugiesisch: Rosália
- Rumänisch: Rozalia
- Russisch: Розалия Rozalija
- Slowenisch: Rozalija
  - Diminutiv: Zala
- Spanisch: Rosalía
- Tschechisch: Rozálie
- Ungarisch: Rozália
- Ukrainisch: Розалія (Rozalija), Рузя (Ruzia)

## Namenstag
Der Namenstag von Rosalia wird nach der Heiligen Rosalia la Santuzza am 4. September gefeiert. Als weiterer Gedenktag wird der 15. Juli bedacht als Tag der Übertragung ihrer Gebeine.
katholisch: 
- 15. Juli - Translation (Übertragung der Gebeine) der , besonders im Raum Palermo (1625)
- 4. September - Todestag der (1166)

## Bekannte Namensträgerinnen

### Rosalia
- Rosalia († 1166), Jungfrau, Eremitin, Heilige
- Rosalia Amon (1825–1855), österreichische Malerin
- Rosalia Angeleri (1922–1969), italienische Schauspielerin
- Rosalia Chalia (1864–1948), kubanische Opernsängerin (Mezzosopran/Sopran)
- Rosalia Chladek (1905–1995), österreichisch-tschechische Tänzerin und Choreografin
- Rosalia Graf (1897–1944), österreichische Hilfsarbeiterin, Hausgehilfin und Widerstandskämpferin gegen den Nationalsozialismus
- Rosalia Kuchling (* 1961), österreichische Lehrerin und Politikerin (GRÜNE), Landtagsabgeordnete
- Rosalia Lombardo (1918–1920), italienisches mumifiziertes Kind
- Rosalia Nghidinwa, namibische Politikerin
- Rosalia Novelli (* 1628), sizilianische Malerin
- Rosalia Romaniec (* 1972), polnische Journalistin und Regisseurin
- Rosalia Rothansl (1870–1945), österreichische Textilkünstlerin, Kunsthandwerkerin, Textilrestauratorin, Professorin und Malerin
- Rosalia Schwarz (1833–1870), Theaterschauspielerin
- Rosalia Stähr (* 1990), deutsche Tischtennisspielerin
- Rosalia Streitmann (1857–1937), österreichische Sängerin und Gesangspädagogin, bekannt als Rosa Streitmann
- Rosalia Wenger (1906–1989), Schweizer Autorin

Zwischenname
- Maria Rosalia Bachems, Zisterzienserin und Äbtissin
- Alice Rosalia Caioli (* 1995), italienische Popsängerin
- Maria Rosalia Coutinho (* 1960), deutsch-portugiesische Schauspielerin, bekannt als Susan Hemingway
- Anna Maria Rosalia Haasters, deutsche Pianistin
- Sofie Rosalia Freiin von Künsberg (1861–1938), Schriftstellerin, bekannt als Sophie von Künsberg
- Eleonora Maria Rosalia von Liechtenstein (1647–1703), Verfasserin eines Werks zu Hausmittel-Arzneien
- Maria Rosalia Lutz (1840–1872), österreichische Theaterschauspielerin und Operettensängerin (Sopran)
- Edith Rosalia Martha Mill (1925–2007), österreichische Theater- und Filmschauspielerin
- Maria Rosalia Auguste Nitribitt, deutsche Prostituierte in Frankfurt
- Tiara Rosalia Nuraidah (* 1993), indonesische Badmintonspielerin
- Jasmin Rosalia Ouschan (* 1986), österreichische Poolbillardspielerin

### Rosalía
- Rosalía Abreu (1862–1930), kubanische Naturforscherin
- Rosalía Arteaga (* 1956), ecuadorianische Anwältin, Schriftstellerin und Politikerin
- Rosalía de Castro (1837–1885), spanische Schriftstellerin und Lyrikerin
- Rosalía Gómez Lasheras (* 1994), spanische klassische Pianistin
- Rosalía Mera (1944–2013), spanische Textilunternehmerin und Selfmade-Milliardärin
- Rosalía Polizzi (1934–2011), italienisch-argentinische Dokumentarfilmerin
- Rosalía Tárraga (* 1996), spanische Leichtathletin
- Rosalía Vila Tobella (* 1992), spanische Sängerin und Songwriterin